# Union pour la démocratie française (parlementaire groepering)
De Groupe Union pour la démocratie française was een parlementaire groepering of fractie in de Franse Assemblée nationale, die van 1978 tot 2007 bestond. De fractie droeg tussen 1993 en 1997 de naam Groupe de l'Union pour la démocratie française et du Centre en veranderde in 1998 van naam in Nouvelle UDF.
De groep vormde een onderdeel van de Union pour la démocratie française UDF, die een centrumrechtse koers voer. Dat was een politieke partij met dus een groepering in de Assemblée nationale, maar ook met een groep in de Franse Senaat, in de Sénat. Dat was de Union centriste.

## Fractievoorzitters
| periode     | persoon               | partij       |
| ----------- | --------------------- | ------------ |
| 2002 - 2007 | Hervé Morin           | Nouvelle UDF |
| 1998 - 2002 | Philippe Douste-Blazy | Nouvelle UDF |
| 1997 - 1998 | François Bayrou       | UDF-FD       |
| 1995 - 1997 | Gilles de Robien      | UDF-PR       |
| 1989 - 1995 | Charles Millon        | UDF-PR       |
| 1981 - 1989 | Jean-Claude Gaudin    | UDF-PR       |
| 1978 - 1981 | Roger Chinaud         | UDF-PR       |

## Partijen[bron?]
- Nouvelle UDF 1998-2007
- Union pour la démocratie française 1978-1998
  - liberalen
Parti radical valoisien 1978-2002
Pôle républicain indépendant et libéral 1998
Parti républicain 1978-1997
Démocratie libérale 1997-1998
  - conservatieven
Centre national des indépendants et paysans 1978-1981?
  - christendemocraten
Force démocrate 1995-1998
Centre des démocrates sociaux 1978-1995
  - sociaaldemocraten
Parti social-démocrate 1982-1995
Mouvement démocrate socialiste de France[1] 1978-1982

## Leden
- 2002-2007 : 27
- 1997-2002 : 107, vanaf 1998 na de afsplitsing van Démocratie libérale et indépendants : 77
- 1993-1997 : 213, als Groupe de l'Union pour la démocratie française et du Centre
- 1988-1993 : 81
- 1986-1988 : 114
- 1981-1986 : 51
- 1978-1981 : 108